# Instancia
Por instancia, en Derecho procesal, se entiende cada uno de los grados jurisdiccionales en que se pueden conocer y resolver los diversos asuntos sometidos a los tribunales de justicia.
La mayoría de los sistemas judiciales se estructuran a un sistema de doble instancia.
Conjunto de actos procesales comprendidos a partir del ejercicio de una acción en juicio y la contestación que se produzca, hasta dictarse sentencia definitiva.
Se considera asimismo instancia la impugnación que se hace respecto de un argumento jurídico.